# Hogar (fuego)

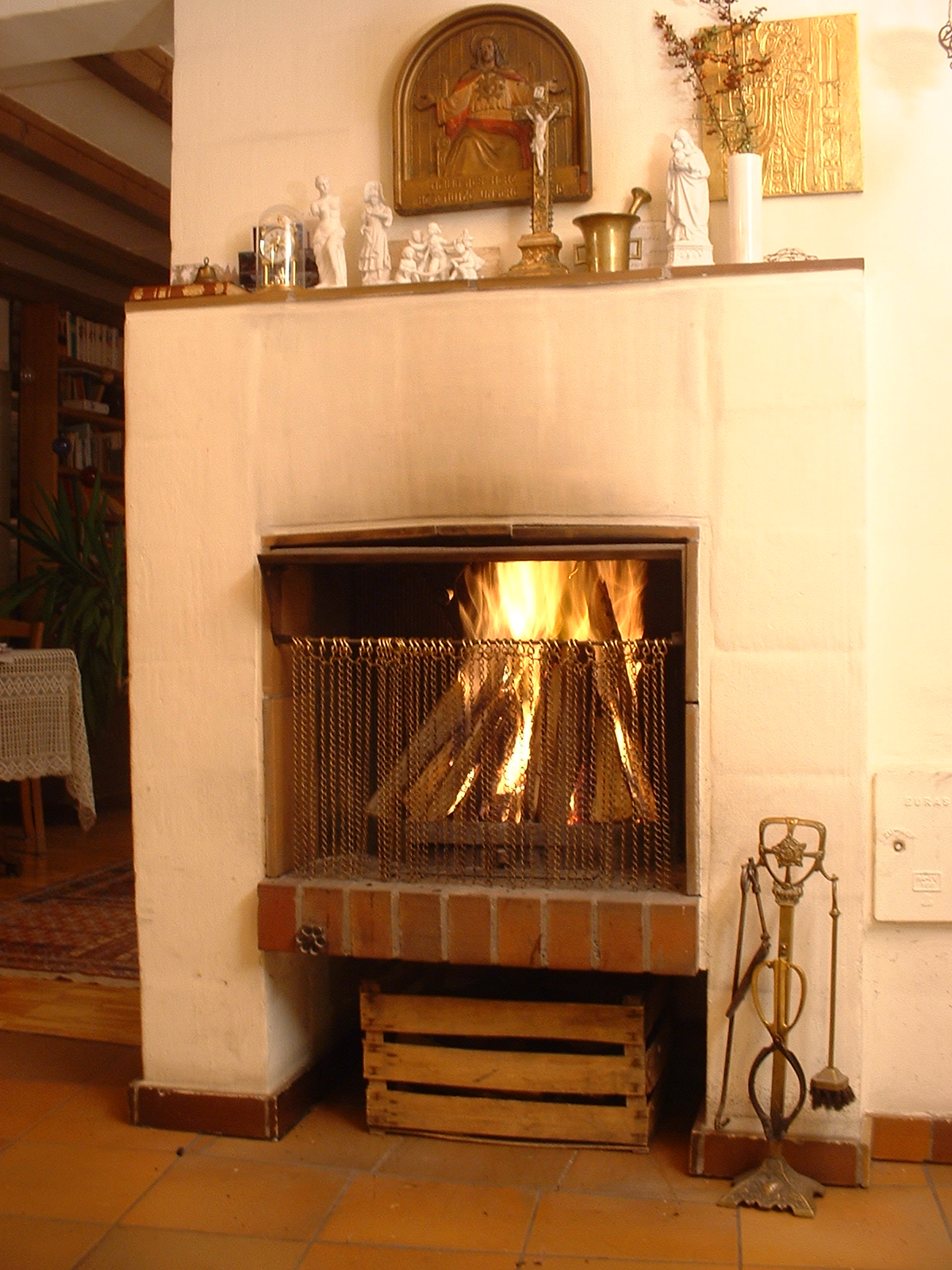
Hogar clásico

El hogar, chimenea o lar,es el lugar de una casa donde se enciende fuego con leña o algún otro combustible. Durante siglos fue el espacio de las viviendas usado como cocina y foco de calor, un entorno común que servía de estancia y comedor (de invierno).
Históricamente, se utilizaban para calentar una vivienda , cocinar y calentar agua para lavar la ropa y usos domésticos. Un fuego está contenido en una cámara de combustión o en un pozo de fuego; una chimenea u otro conducto de humos permite que escapen los gases de escape. Una chimenea puede tener lo siguiente: una base, un hogar, una cámara de combustión, una repisa, una grúa de chimenea (utilizada en chimeneas de cocina y lavandería), una parrilla, un dintel, una barra de dintel, una repisa de chimenea, una compuerta, una cámara de humos, una garganta, un conducto de humos y un filtro de chimenea o postquemador.
En el exterior, suele haber una corona de ladrillos en voladizo, en la que las hileras de ladrillos que sobresalen actúan como una hilera de goteo para evitar que el agua de lluvia corra por las paredes exteriores. Una gorra, capota o cubierta sirve para mantener el agua de lluvia fuera del exterior de la chimenea; La lluvia en la chimenea es un problema mucho mayor en las chimeneas revestidas con tejas impermeables o revestimientos metálicos que en las chimeneas de mampostería tradicionales , que absorben toda la lluvia, excepto la más violenta. Algunas chimeneas tienen un parachispas incorporado en la corona o tapa.
Los términos hogar y hoguera provienen del vocablo latino «focāris», derivado de «focus», fuego. En algunas regiones de España se denomina lar o llar en catalán y castellano. También se usa como sinónimo en algunas zonas geográficas el término fogón, aunque en su definición se refiere a una cocina. Así mismo, por extensión, se llama hogar a la casa familiar, el lugar donde se vive, por ser el lugar donde se encendía el fuego, el punto central de reunión en la vivienda.

## Usos
Históricamente el hogar ha tenido un uso multifuncional: como fuente de calor, calefacción en los inviernos, para la cocción y preparación de alimentos, como medio de conservación, mediante el secado y ahumado de algunos alimentos (embutidos, quesos, etcétera), e incluso como ayuda para labrar ciertas herramientas mediante el calor.[cita requerida]

## Costumbres tradicionales

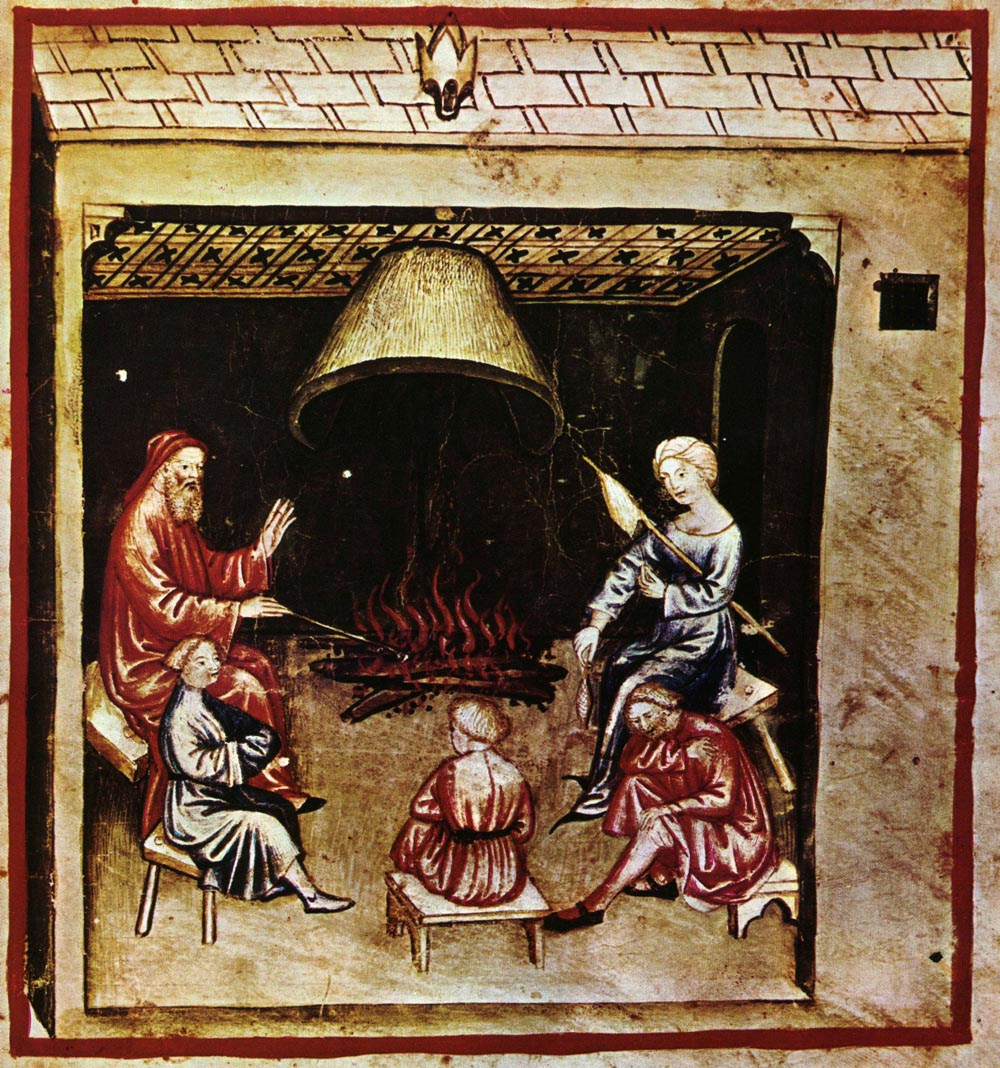
Vida hogareña en una ilustración del Tacuinum sanitatis.

La vida de una familia se solía concentrar alrededor del hogar, sobre todo en invierno y más especialmente en los climas fríos. Las personas mayores se sentaban en los escaños (sillones de madera junto al hogar, que de noche se podían usar como camas) y los jóvenes en banquetas. Tradicionalmente, era habitual que sobre el hogar colgase un caldero para que estuviera constantemente caliente con el calor de las brasas, y se colgasen embutidos dentro de la campana para ahumarlos. En algunas zonas de España, la arquitectura rural disponía alrededor del local donde estaba el hogar unos cubículos, que en invierno servían para montar en ellos las camas. Además del hogar propiamente dicho, en otros locales también se utilizaban braseros, unos recipientes metálicos donde se ponía a quemar un combustible muy lentamente, bajo ceniza.[cita requerida]

## Componentes

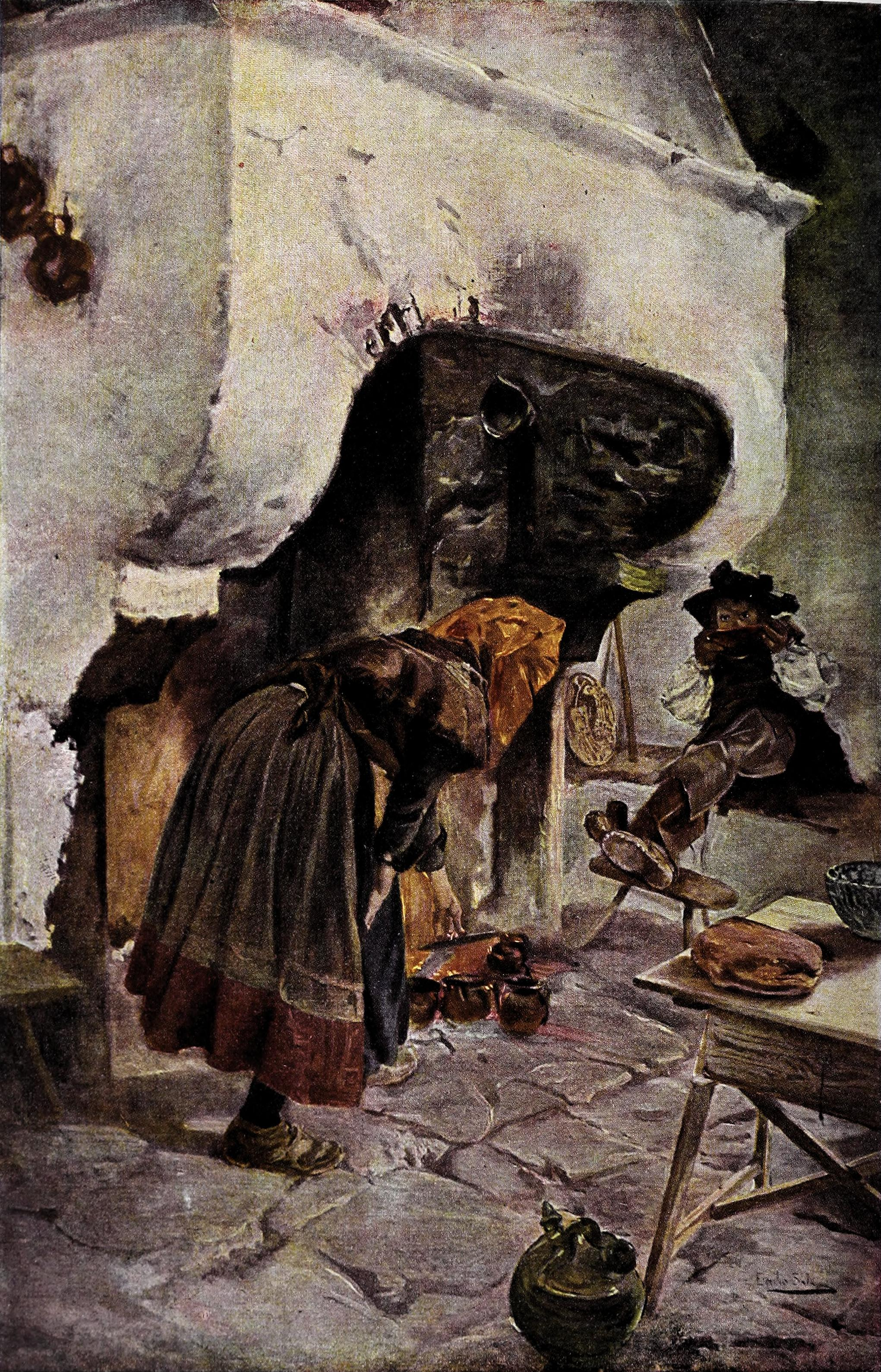
«Hogar extremeño». Ilustración de Emilio Sala (Blanco y Negro, 1902)

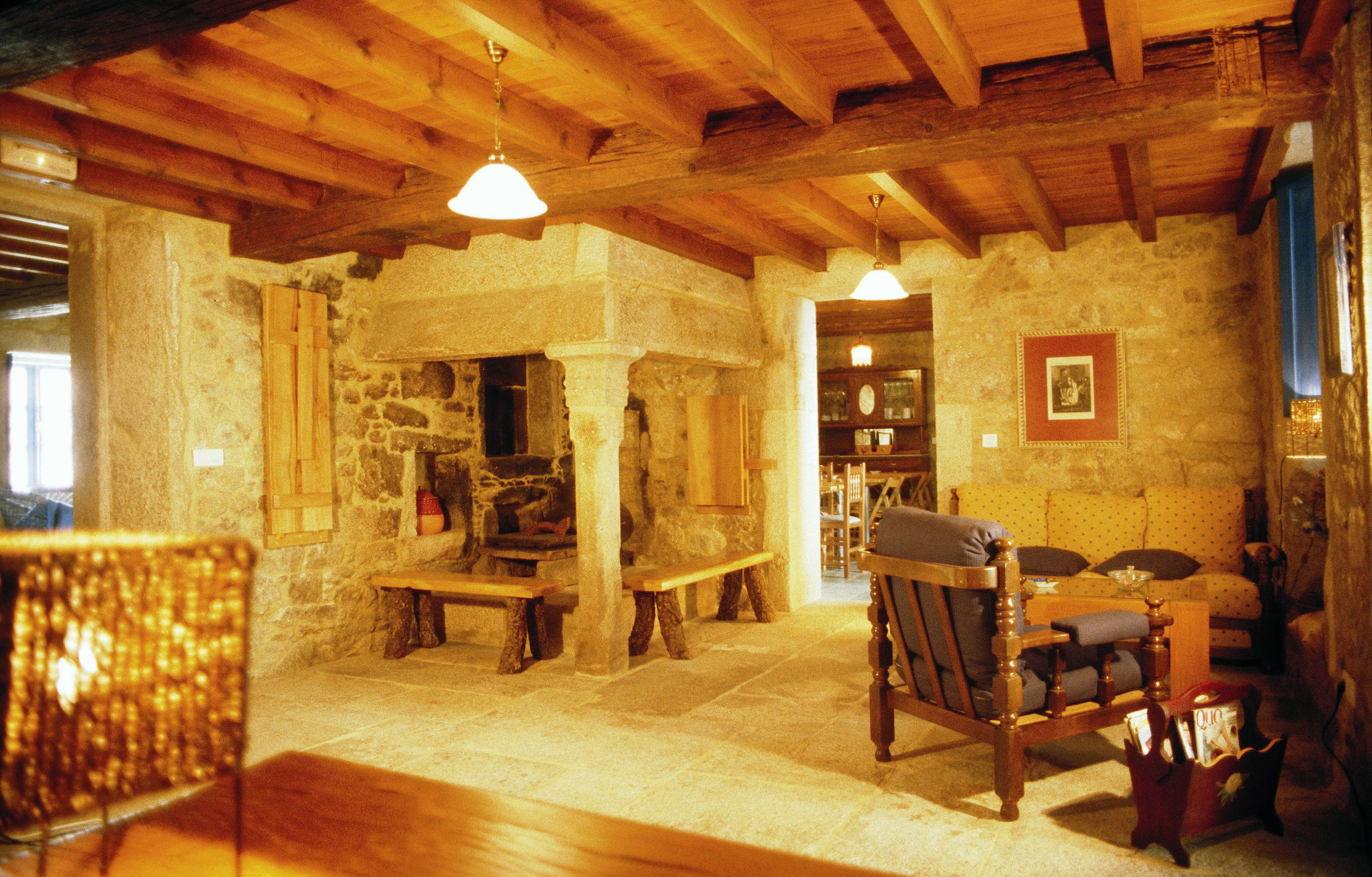
Lareira tradicional gallega en una casa rehabilitada de La Coruña.

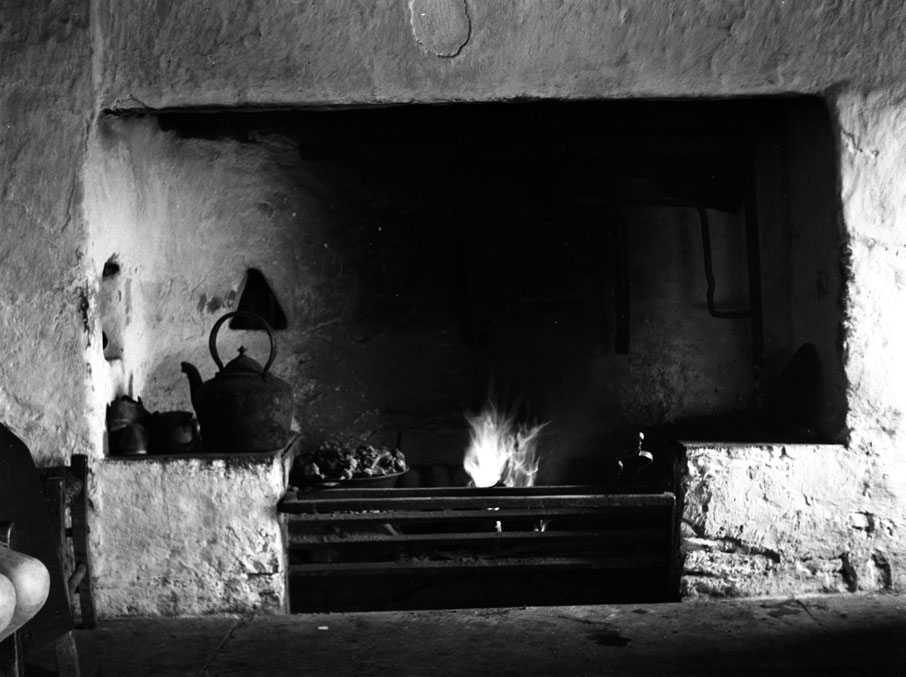
Hogar tradicional de Irlanda.

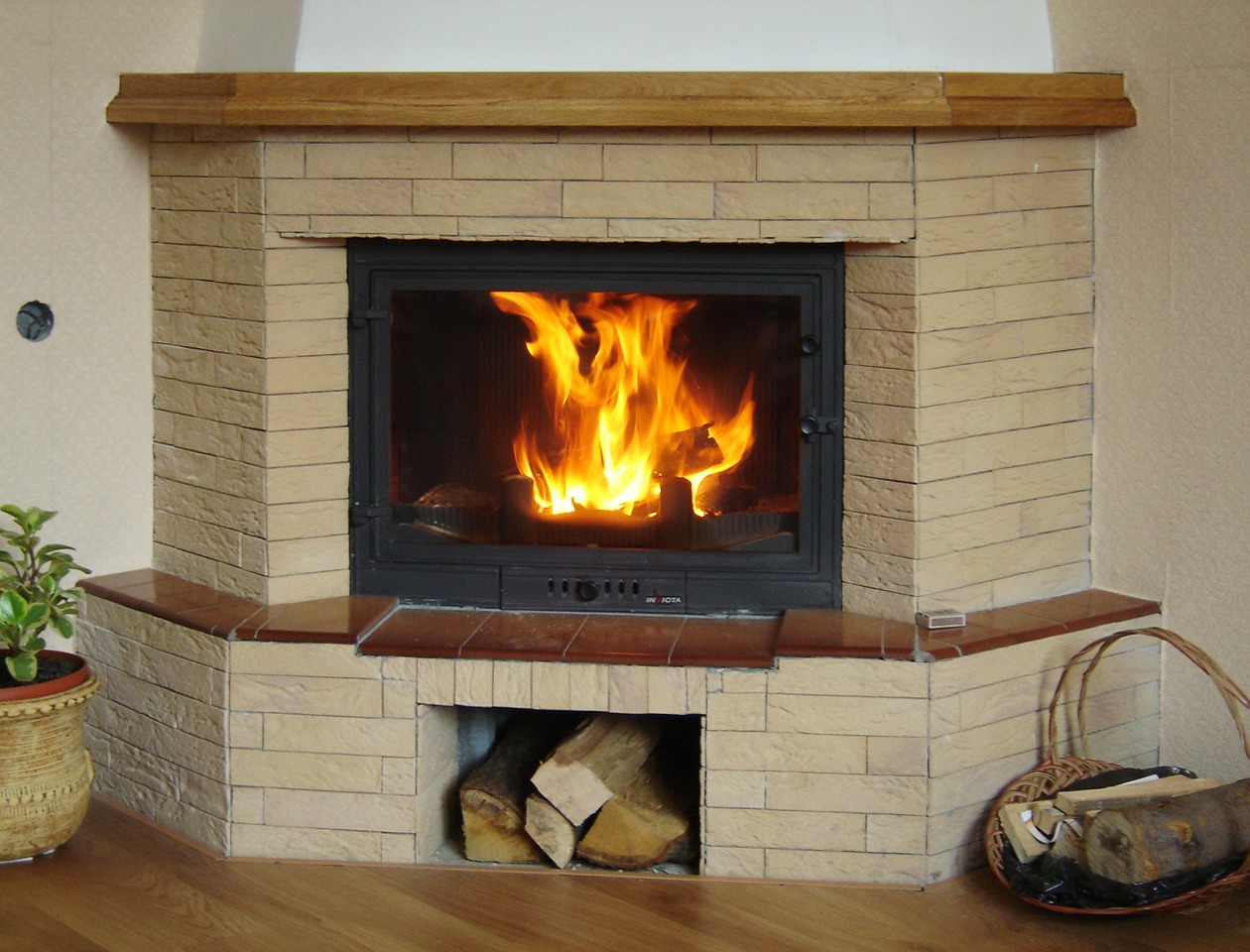
Hogar con cassette.

Salvo en culturas muy antiguas, el hogar se completa con una salida de humos o humero -más tarde se adoptaría la palabra francesa 'cheminée', chimenea- que es un conducto que lleva los humos al exterior, con una especie de embudo grande, campana, que recogía esos humos hacia el humero.
La palabra chimenea viene de chemin, camino (referido al de los humos) en francés, que también se da en otros idiomas (de: kamin, it: camino). Aunque se refiere específicamente al humero, este nombre también se ha adoptado a menudo para denominar el conjunto de hogar y humero, especialmente cuando se trata de hogares de fuego para calefacción exclusivamente, lo que es una contracción de la antigua expresión chimenea-hogar, que efectivamente se refería al conjunto y no solamente al humero. Puede deberse también a la importancia que se dio al invento de un conducto para evacuar los humos. También se utiliza la expresión chimenea francesa, cuando es especialmente decorativa.
Aunque raramente existe, es muy conveniente la construcción de una ventosa, conducto encargado de llevar el aire exterior directamente al hogar, sin pasar por el local, con lo que se evitaría el enfriamiento del mismo y las incómodas corrientes de aire que genera el tiro. Las ventosa puede obtener el aire del exterior directamente o de un sótano, lo que puede ser también útil para proporcionar una adecuada ventilación forzada al mismo. 

### Instrumentos
En el hogar puede haber diversos aperos para facilitar el manejo del fuego, y es muy corriente que estén reunidos en una especie de colgador vertical; estos instrumentos son:
- Fuelle, necesario para soplar aire que avive la combustión de las brasas.
- Atizador, para partir y distribuir las brasas y los troncos.
- Pinzas.
- Recogedor, palita metálica para recoger las cenizas.
- Cubo metálico para depositar las cenizas tras retirarlas del hogar.

Modernamente se ha generalizado la utilización de aspiradores de cenizas para retirar estas del hogar. Estas aspiradoras constan de un tubo metálico para la aspiración y un cubo para el depósito de las mismas y un filtro para la salida del aire sin permitir la salida de las cenizas. Pueden ser autónomos (con un motor propio) o depender de un aspirador externo para crear la corriente de aire.

## Chimeneas para calefacción
Su gran inconveniente, especialmente desde el punto de vista ecológico y monetario, es que su rendimiento es muy pequeño, entre el 10% y el 15%; por lo que sus emisiones de CO2 por unidad de energía útil conseguida son muy superiores a las de cualquier otro sistema, más moderno, en el que, con la misma cantidad de combustible se obtiene un mínimo del 50% o más, por lo que no es aconsejable su uso más que como elemento decorativo en ocasiones determinadas.

### Tipos de chimeneas para calefacción
- Chimenea tradicional, es una chimenea con hogar abierto, que produce calor principalmente de forma radiante y se inspira en su concepción e imagen en los modelos tradicionales.
- Chimenea ventilada, es una chimenea con hogar abierto, que une a la producción de calor de forma radiante una significativa producción de aire caliente a través de especiales intercambiadores de calor.
- Chimenea empotrada, llamada también recuperadora de calor, en realidad una variante de la estufa, es un tipo de chimenea con fuego cerrado con puerta de cristal sin revestimiento, apta para ser colocada dentro del hogar de chimeneas ya existentes (tradicionales o ventiladas), cuyo rendimiento puede aumentar incluso 3-4 veces.
- Chimenea metálica, basada en las estufas de leña donde el tubo va visto, la diferencia con las mismas y por lo que se denominan chimeneas metálicas es porque poseen una campana embellecedora donde por dentro discurre el tubo de evacuación de humos. Destacan por su rapidez de montaje, y por calentar, aparte de por radiación como las estufas de leña, por convección ya que la campana embellecedora está hueca y tiene unas ranuras por donde circula aire frío que se calienta por efecto del calor del tubo y sale al ambiente por dichas ranuras, haciendo un movimiento envolvente que permite que el calor llegue más rápido a la estancia y a más distancia. Estas chimeneas metálicas suelen estar fabricadas con acero y con acabados con pintura resistente al calor, teniendo algunas piezas en fundición como la puerta o la parrilla donde se colocan los troncos, que son las zonas que más suelen sufrir por efecto del calor de la combustión.

## Funcionamiento
Hay dos modos básicos de hacer el fuego: fuego vivo, con leños de cierto tamaño y fuego latente, o de brasas, con las brasas casi enterradas bajo ceniza. En el primer caso se consume más deprisa el combustible que en el segundo.
En ambos casos el calor de calefacción se difunde por radiación, de modo que calienta solamente el lado de las personas enfrentado al hogar o, en menor medida, los paramentos del local.
Para que se produzca la combustión se requiere aire y además del necesario para la reacción de combustión, debe utilizarse más aire también para ayudar a evacuar los humos que produce. El aire debe de entrar desde el exterior, frío, por lo que constantemente está enfriando el ambiente donde está encendido el fuego, en mucha menor medida cuando se trata de fuego de brasas, porque requiere mucha menor cantidad de aire para la combustión y para evacuar los humos. Por estas razones el rendimiento energético de este sistema de calefacción es muy pequeño, del orden del 10 o 20%.

## Sistema hogar-estufa
Actualmente se venden hogares con una tapa de vidrio cerrando la boca, a la vez que permite ver la combustión. En realidad se trata de una estufa y es un sistema más eficiente porque el aire de combustión se tasa en la entrada (lo que permite regular la potencia fácilmente), mientras que los humos no tienen otro remedio que salir por el humero, no por la boca, por lo que no hay que dejar entrar aire suplementario en el local calentado.[cita requerida]

## Chimenea con cassette
La chimenea con cassette consta de una cámara de combustión cerrada de hierro forjado, con una puerta de cristal en su frontal, que se encastra en el hueco del hogar. El sistema hace que el aire cálido de la estancia, cuya entrada en el cassette es en todo momento regulable, regrese caliente al ambiente de dicha estancia, bien por convección o mediante un ventilador. Este procedimiento cuenta con muchas ventajas ya que evita los humos y los malos olores preservando a la vez la visión del fuego, y al poder controlar la velocidad de combustión permite un mejor rendimiento térmico y un notable ahorro energético.

## Estufas a bioetanol
Se trata de hogares de fuego abierto que funcionan con bioetanol (etanol o alcohol etílico).
La combustión es silenciosa y limpia, y no produce cenizas, humo, ni olor. Liberan al ambiente dióxido de carbono y vapor de agua, por lo que en muchos países puede ser obligatorio tener un conducto de evacuación al exterior o, si sólo se dispone de una ventilación adecuada, gran parte del calor producido se irá por ese orificio de ventilación. Brindan el encanto de un hogar a leña de fuego abierto, sin las incomodidades asociadas a la manipulación de los leños. Su atributo más valorado es el de ambientación y decoración, sin embargo, su capacidad de calefacción es poco importante, dada la gran cantidad de aire frío que hay que introducir para la combustión y para evacuar los productos de combustión, dependiendo de la situación. Calientan por convección en lugar de por radiación, lo que contribuye a su confort. 
Se presentan en diversos modelos y configuraciones, que permiten disfrutar del fuego en múltiples situaciones y estilos arquitectónicos. Generalmente construidas en chapa de acero, acero inoxidable y vidrio templado, combinan con todo tipo de estilos, desde el más moderno y minimalista, hasta un clásico o rústico. Como no necesitan chimenea, se pueden utilizar en todo tipo de locales: departamentos, casas, restaurantes, hoteles, oficinas y locales comerciales.
Como todos los sistemas que producen la combustión en un ambiente habitado, tiene el grave inconveniente de requerir una buena ventilación (enfriando el local) para evitar que se agote el oxígeno del ambiente y se produzca una combustión incompleta, con producción del peligroso monóxido de carbono (CO). Además, el vapor de agua producido en la combustión puede llevar a una humedad relativa ambiente muy incómoda.

## Ventajas e inconvenientes
Entre las ventajas, podrían enumerarse que:
- Es económico o no tiene ningún costo (si se va personalmente al monte a buscar leña).
- Es fácil de construir.
- Es fácil de usar y de controlar.
- Es fácil de cambiar de lugar.
- Se puede usar con diferentes combustibles.
- Se adapta a las formas de los recipientes.

El fogón abierto tiene sin embargo una eficiencia energética muy baja, de entre 5 y 17 por ciento. Por otro lado, la combustión de la biomasa en estos dispositivos se da de manera incompleta e incontrolada y genera por lo tanto una gran cantidad de partículas y gases contaminantes. La leña al arder reacciona con el oxígeno del aire convirtiéndose en dióxido de carbono. En casos de deficiencia de oxígeno, la reacción da lugar a productos de combustión incompleta: básicamente monóxido de carbono, pero también benceno, butadieno, formaldehído, hidrocarburos poliaromáticos y muchos otros compuestos peligrosos para la salud.
Existe poca información con respecto a los contaminantes producto de la combustión de biomasa en fogones tradicionales. Sin embargo, se sabe que, además de CO2, se emiten partículas, hidrocarburos aromáticos policíclicos, óxido nitroso, óxido de azufre (principalmente en el carbón) y monóxido de carbono (CO), todos con efectos adversos a la salud.
Existe además una gran cantidad de compuestos químicos generados por la combustión de madera. De acuerdo con se generan diecisiete sustancias consideradas "contaminantes prioritarios", así definidos por la Agencia de Protección Ambiental de los Estados Unidos (EPA), para las cuales existe evidencia de toxicidad, y que forman el 4.8% de las partículas. Se generan más de 18 compuestos carcinógenos que representan alrededor del 0.5% de las partículas; y, seis tóxicos para los cilios y agentes muco-coagulantes.
Se ha descubierto también una gran cantidad de compuestos. proporcionan una lista de más de 180 sustancias “polares”, 75 alifáticos y 225 hidrocarburos aromáticos. Las partículas, específicamente las menores a las 10 micras (PM10) y las de 2.5 micras (PM2.5) son particularmente relevantes desde el punto de vista de la salud, pues pueden penetrar a gran profundidad en los pulmones y ocasionan los mayores daños.
Finalmente, hay que destacar la acidez de las emisiones, cuyo pH oscila entre 2.8 y 4.2.

## Diseño del hogar
El vapor normal generado por leña es mucho menor que el generado por fuel oil porque el poder calorífico es menor. Al ser un combustible sólido, las pérdidas por calor sensible y la combustión incompleta son mayores y la cantidad de aire en exceso es mayor. Además se requiere una superficie más grande para albergar la leña que para el fuel oil líquido. La carga térmica para un hogar con leña es menor.